# Abner Doubleday
Abner Doubleday (Ballston Spa (New York), 26 juni 1819 - Mendham (New Jersey), 26 januari 1893) was een Amerikaanse officier in het Amerikaanse leger tijdens de Mexicaanse Oorlog (1846-1848) en de Amerikaanse Burgeroorlog (1861-1865).
Tijdens de Mexicaanse Oorlog diende hij onder generaal Zachary Taylor. Hij begon als majoor in de Amerikaanse Burgeroorlog, later klom hij op naar de rang van generaal.
Doubleday is vooral bekend geworden als dé uitvinder van honkbal. Dit zou gebeurd zijn tijdens zijn verblijf in Cooperstown in 1839. Het betreft echter een mythe; Abner Doubleday zat toen op de Militaire Academie in West Point, zo'n 280 kilometer verderop. Uit zijn correspondentie uit die tijd blijkt uit niets dat Abner ook maar iets met honkbal had. Daarnaast zijn er vele aanwijzingen dat honkbal al voor 1839 werd gespeeld.
Doubleday schreef wel twee werken over de Amerikaanse burgeroorlog; Civil War: Reminiscences of Forts Sumter and Moultrie uitgegeven in 1876 en Chancellorsville and Gettysburg uitgegeven in 1882.
Een van de schepen uit de Tweede Wereldoorlog die de Amerikanen gebruikten was vernoemd naar Doubleday, de SS Abner Doubleday.

## Militaire loopbaan
- Titulair Second Lieutenant: 1842[1]
- First Lieutenant: 1847[2]
- Captain: 1855[2]
- Major: 14 mei 1861
- Titulair Lieutenant Colonel in het reguliere leger:
- Brigadier General van de vrijwilligers: 3 februari 1862
- Major General van de vrijwilligers: 29 november 1862
- Titulair Colonel in het reguliere leger:
- Colonel: 1867
- Uitdienstgetreden: 1873[3]

## Theosofie
In 1878, toen Helena Blavatsky en Henry Steel Olcott naar India trokken, werd Doubleday benoemd tot voorzitter van de Amerikaanse sectie van de Theosophical Society.